# أرتور سانتوس (كاتب)
أرتور سانتوس (بالبرتغالية: Artur de Oliveira Santos‏) هو صحفي وكاتب برتغالي، ولد في 22 يناير 1884 في Nossa Senhora da Piedade ‏ في البرتغال، وتوفي في 27 يونيو 1955 في لشبونة في البرتغال.